# おうし座シータ星
おうし座θ星（おうしざシータせい、θ Tau, θ Tauri）は、おうし座の二重星であり、ヒアデス星団のメンバーである。
5.62′離れた2つの星から構成される。視差の測定から、おうし座θ1星は地球から約152光年、おうし座θ2星は約157光年の距離に位置すると推定されている。
Jim Kalerは、θ1とθ2が実際の連星であるかどうかわからないとする一方、次のように述べている。測定された2星の距離の差 約4光年は、多分に連星ではない事を示唆している。もし距離に誤差があり、同じ距離にあったと仮定すると、16,000 AU以上離れ周期70万年以上となるが、互いの重力作用により、このような連星系は存在しえない。
おうし座θ1星は、橙色の巨星である。一方、おうし座θ2星は、白色の巨星でたて座δ型変光星であり、光度は約1.82時間の周期で+3.35から+3.42まで変化する。
どちらの恒星も分光連星であり、少なくとも1つの暗い伴星を持っている。おうし座θ1星は0.082″、少なくとも4光年離れたところに7等星を伴っている。おうし座θ2星は0.005″、少なくとも2光年離れたところに6等星を伴っており、141日で公転している。

## 名称
ユカテコ語では、この恒星は小鳥の名前であるChamukuyと呼ばれている。2017年9月5日、国際天文学連合の恒星の命名に関するワーキンググループ (Working Group on Star Names, WGSN) は、Chamukuyをおうし座θ2星Aaの固有名として正式に承認した。